# 九州縹緲録〜宿命を継ぐ者〜
『九州縹緲録〜宿命を継ぐ者〜』（きゅうしゅうひょうびょうろく しゅくめいをつぐもの、簡体字:九州缥缈录、繁体字:九州縹緲錄）は、2019年の中国のテレビドラマ。
日本で最初にWOWOWで放送された際の邦題は『九州縹緲録』。DVD化に際して邦題が『九州縹緲録〜宿命を継ぐ者〜』に変わり、その他のチャンネルでの放送の際も同様の邦題となっている。

## 概要
架空の世界"九州"を舞台としたファンタジー時代劇。
日本語字幕翻訳は植田里依ら。字幕翻訳監修はY2CWORKS。

## キャスト
- 阿蘇勒・帕蘇爾(アスラ・パスアル[3])／呂帰塵：劉昊然(リウ・ハオラン)
- 羽然：宋祖児(ラレイナ・ソン)
- 姫野：陳若軒(チェン・ルオシュアン)（中国語版）
- 息衍：李光潔(リー・グアンジエ)（中国語版）
- 嬴無翳：張豊毅(チャン・フォンイー)
- 白舟月：陳昊宇(チェン・ハオユー)（中国語版）
- 蘇瞬卿：王鴎(ワン・オウ)（中国語版）
- 宮羽衣：江疏影(ジャン・シューイン)
- 雷碧城：張志堅(チャン・ジーエン)（中国語版）

## 関連作品
いずれも本作と同じ架空世界“九州”の別の時代を舞台としたファンタジー時代劇。
- レジェンド・オブ・パール ナーガの真珠（2017年の映画）
- 九州天空城〜星流花の姫と2人の王〜（2016年のテレビドラマ）
  - 鳳星の姫〜天空の女神と宿命の愛〜（中国語版）（2020年のテレビドラマ）
- 海上牧雲記 〜3つの予言と王朝の謎（2017年のテレビドラマ）
- 斛珠夫人〜真珠の涙〜（中国語版）（2021年のテレビドラマ）
- 星河長明 運命の妃と不滅の帝（2022年のテレビドラマ）